# Harald Bode

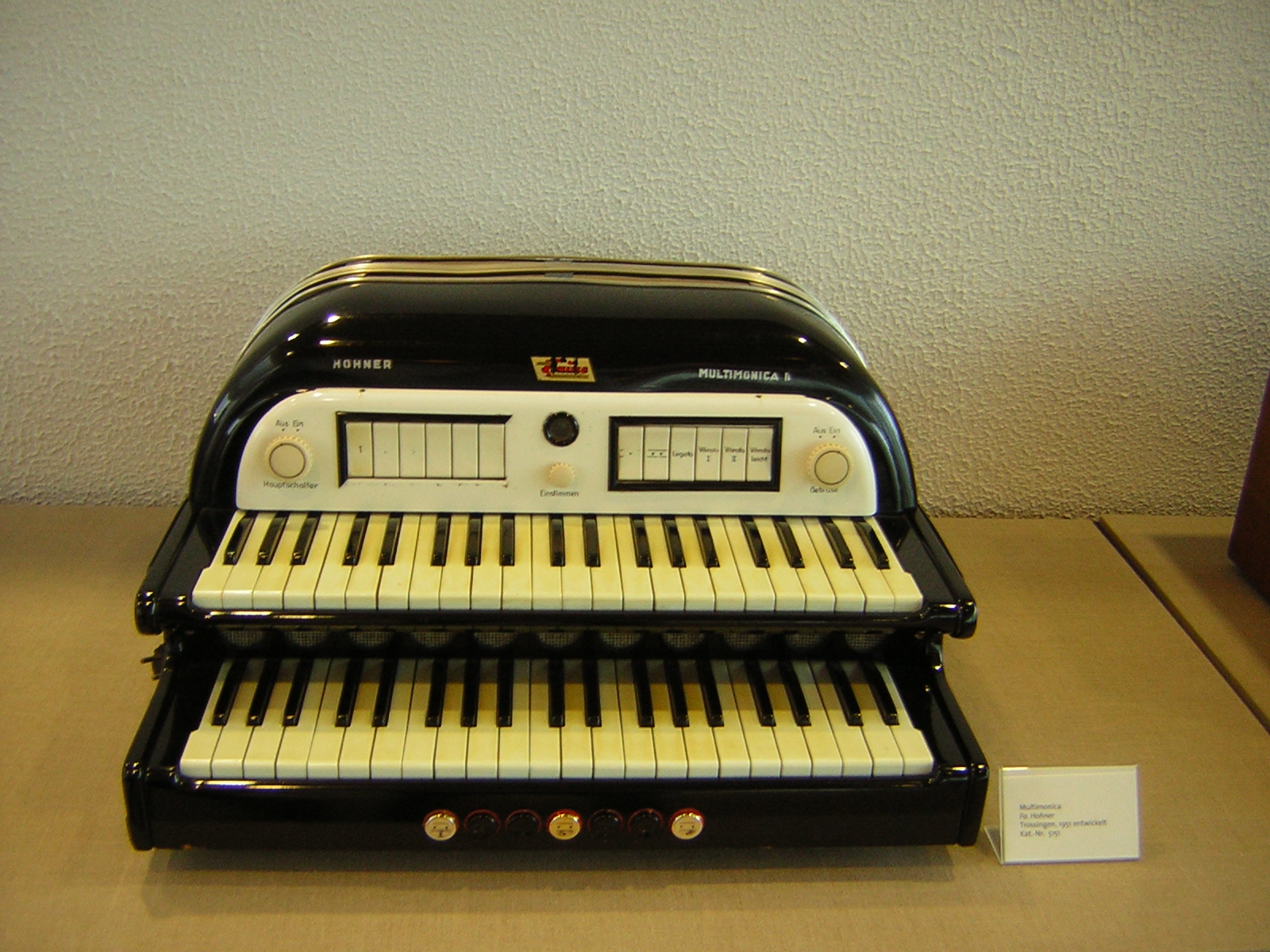
Hohner Multimonica II von 1951, entwickelt von Harald Bode

Harald Bode (* 19. Oktober 1909 in Hamburg; † 15. Januar 1987 in New York City) war ein deutscher Ingenieur und Pionier in der Entwicklung elektronischer Musikinstrumente.

## Leben
Bode trat zum 1. Mai 1933 der NSDAP bei (Mitgliedsnummer 3.001.522). Nach dem Abschluss des Studiums an der Universität Hamburg im Jahre 1934 begann er schon bald seine wegweisenden Arbeiten zur Entwicklung elektronischer Musikinstrumente. Er arbeitete am Heinrich-Hertz-Institut für Schwingungsforschung der Technischen Universität in Berlin als Forscher in der Signalverarbeitung. 1954 wanderte er in die USA aus, wo er seine Entwicklungen bei mehreren Firmen und auch privat weiterführte. Es bestanden auch weiterhin berufliche Kontakte nach Deutschland. In Zusammenarbeit mit dem Studio für Elektronische Musik des WDR modifizierte er sein Melochord.
1961 schrieb Bode einen Artikel, in dem er die Vorteile der neu aufgekommenen Transistortechnik gegenüber den althergebrachten Elektronenröhren untersuchte. Seine Ideen wurden von Robert Moog, Donald Buchla und anderen aufgegriffen. In den frühen 1970er-Jahren wurde Bode Chefingenieur in Moogs Synthesizer-Firma.
Mit seinen Geräten war er auch künstlerisch tätig. Nach seiner Pensionierung (1974) komponierte er in den USA z. B. für TV-Werbespots und gab Livekonzerte.
Der vollständige Nachlass von Harald Bode befindet sich im Zentrum für Kunst und Medien Karlsruhe.

## Arbeiten
Theorie, Schaltungen und Geräte zur Klangerzeugung und Klangformung. Entwicklung und Bau monofoner und polyfoner elektronischer Orgeln und Klangformer: Die Warbo Formant Orgel (1937), das Melodium (1938), die zweimanualige Multimonica (Hohner), das Melochord (1947–1949).
Für das Apparatewerk Bayern und die Estey Organ Co, USA, entstanden das Polychord (1950), die Bodeorgel als Basis für Polychord III (1951), das Cembaphon (1951), das Tuttivox (1953) (wurde in Lizenz von Jörgensen-Elektronic in Düsseldorf gebaut), die Koncert-Clavioline (1953), ein neues Modell des Wurlitzer Electric Piano (1954), spannungsgesteuerter Oszillator (VCO) (1960) und der Vocoder als Teil des Moog-Synthesizer (1971).
Ferner entwickelte Bode neben Ringmodulatoren für die Verwendung mit Moogs modularen Synthesizern den Frequency Shifter, der nicht nur als Modul (1630) für den Moog-Synthesizer Verbreitung fand, sondern auch als separater 19"-Rackeinschub. Eine frühe Version dieses Gerätes, der sogenannte „Klangumsetzer“, fand bei Wendy Carlos (“[…] a ‘klangumwandler’, designed by […] Harald Bode, built for us by Bob Moog”) und Oskar Sala Verwendung.